# Wahlbezirk Böhmen 68
Der Wahlbezirk Böhmen 68 war ein Wahlkreis für die Wahlen zum Abgeordnetenhaus im österreichischen Kronland Böhmen. Der Wahlbezirk wurde 1907 mit der Einführung der Reichsratswahlordnung geschaffen und bestand bis zum Zusammenbruch der Habsburgermonarchie.

## Geschichte
Nachdem der Reichsrat im Herbst 1906 das allgemeine, gleiche, geheime und direkte Männerwahlrecht beschlossen hatte, wurde mit 26. Jänner 1907 die große Wahlrechtsreform durch Sanktionierung von Kaiser Franz Joseph I. gültig. Mit der neuen Reichsratswahlordnung schuf man insgesamt 516 Wahlbezirke, wobei mit Ausnahme Galiziens in jedem Wahlbezirk ein Abgeordneter im Zuge der Reichsratswahl gewählt wurde. Der Abgeordnete musste sich dabei im ersten Wahlgang oder in einer Stichwahl mit absoluter Mehrheit durchsetzen. Der Wahlkreis Böhmen 68 umfasste folgende Gerichtsbezirke bzw. Gemeinden, wobei die Städte Horaždowitz (Wahlbezirk 30), Schüttenhofen (Wahlbezirk 31)  sowie Blatna (Wahlbezirk 32) ausgenommen waren:
- Gerichtsbezirk Horaždowitz
- Gerichtsbezirk Blatna
- Gerichtsbezirk Schüttenhofen (ohne die Gemeinden Albrechtsried, Langendorf und Swina)
- Damitsch, Maleč, Rezditz, Ostruzno, Pohorsko, Schimanau, Soběschitz und Straschin (alle Gerichtsbezirk Bergreichenstein)

Aus der Reichsratswahl 1907 ging der Tschechische Agrarier Jan Náprstek als Sieger hervor. Bei der Reichsratswahl 1911 konnte sich sein Parteikollege Jan Sedlák durchsetzen.

## Wahlergebnisse

### Reichsratswahl 1907
Die Reichsratswahl 1907 wurde am 14. Mai 1907 (erster Wahlgang) sowie am 23. Mai 1907 (Stichwahl) durchgeführt.

#### Erster Wahlgang
| Kandidat                                                                       | Partei                                               | Wahlkreis- stimmen | Stimmen- anteil |
| ------------------------------------------------------------------------------ | ---------------------------------------------------- | ------------------ | --------------- |
| Josef Teska                                                                    | Tschechische Sozialdemokratische Partei              | 4996               | 46,0 %          |
| Jan Náprstek                                                                   | Tschechische Agrarpartei                             | 2996               | 27,6 %          |
| Josef Brož                                                                     | Partei des katholischen Volkes (Klerikaler Agrarier) | 2505               | 23,1 %          |
| Peter Novák                                                                    | Selbständiger Agrarier                               | 300                | 2,8 %           |
|                                                                                | Sonstige Parteien                                    | 64                 | 0,6 %           |
| Wahlberechtigte: 13.153, Ungültige/Leere Stimmen: 123, Wahlbeteiligung: 83,5 % |                                                      |                    |                 |

#### Stichwahl
| Kandidat                                                                       | Partei                                  | Wahlkreis- stimmen | Stimmen- anteil |
| ------------------------------------------------------------------------------ | --------------------------------------- | ------------------ | --------------- |
| Jan Náprstek                                                                   | Tschechische Agrarpartei                | 5639               | 55,8 %          |
| Josef Teska                                                                    | Tschechische Sozialdemokratische Partei | 4460               | 44,2 %          |
| Wahlberechtigte: 13.153, Ungültige/Leere Stimmen: 108, Wahlbeteiligung: 77,6 % |                                         |                    |                 |

### Reichsratswahl 1911
Die Reichsratswahl 1911 wurde am 13. Juni 1911 sowie am 20. Juni 1911 (Stichwahl) durchgeführt.

#### Erster Wahlgang
| Kandidat                                                                       | Partei                                  | Wahlkreis- stimmen | Stimmen- anteil |
| ------------------------------------------------------------------------------ | --------------------------------------- | ------------------ | --------------- |
| Jan Sedlák                                                                     | Tschechische Agrarpartei                | 3395               | 34,7 %          |
| Josef Teska                                                                    | Tschechische Sozialdemokratische Partei | 3383               | 34,5 %          |
| Josef Brož                                                                     | Christlichsoziale Partei                | 2261               | 23,1 %          |
|                                                                                | Selbständige und Parteilose             | 287                | 2,9 %           |
|                                                                                | Deutscher Zählkandidat                  | 40                 | 0,4 %           |
|                                                                                | Sonstige Parteien                       | 30                 | 0,3 %           |
| Wahlberechtigte: 13.435, Ungültige/Leere Stimmen: 123, Wahlbeteiligung: 73,6 % |                                         |                    |                 |

#### Stichwahl
| Kandidat                                                                      | Partei                        | Wahlkreis- stimmen | Stimmen- anteil |
| ----------------------------------------------------------------------------- | ----------------------------- | ------------------ | --------------- |
| Jan Náprstek                                                                  | Tschechische Agrarpartei      | 4492               | 51,1 %          |
| Josef Teska                                                                   | Tschechische Sozialdemokraten | 4293               | 48,9 %          |
| Wahlberechtigte: 13.435, Ungültige/Leere Stimmen: 72, Wahlbeteiligung: 65,9 % |                               |                    |                 |